# Heinrich Nüttgens

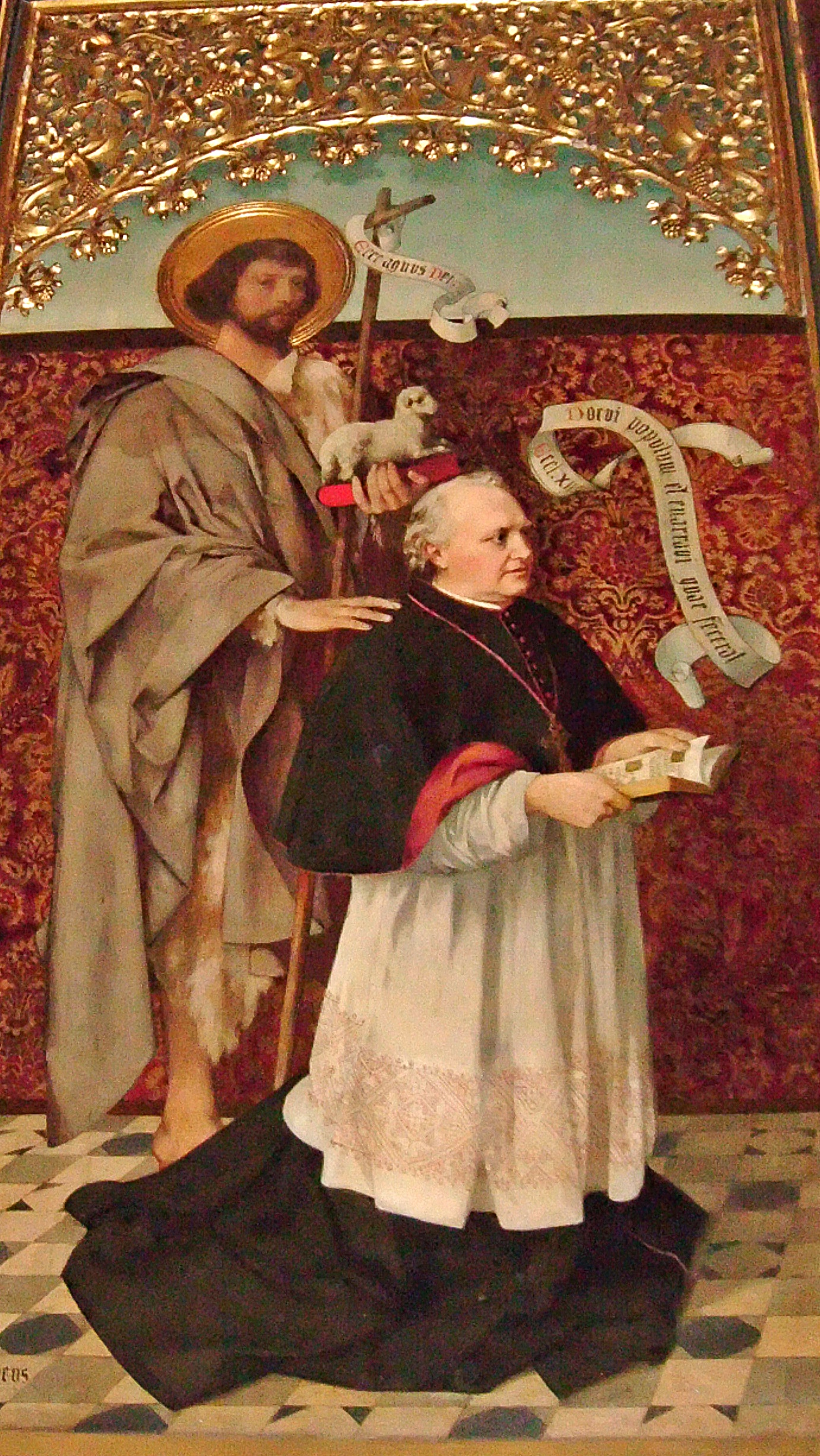
Portrait de Johannes Janssen sur un retable de la collégiale Saint-Barthélemy de Francfort.

Heinrich Nüttgens (né le 8 avril 1866 à Aix-la-Chapelle, mort le 8 novembre 1951 à Angermund) est un peintre allemand.

## Biographie
Nüttgens étudie à l’académie des beaux-arts de Düsseldorf en 1882 auprès d'Albert Baur, Heinrich Lauenstein, Hugo Crola, Julius Roeting, Peter Janssen, Adolf Schill et Karl Müller. Eduard Gebhardt, qui lui enseigne depuis 1885, le prend dans son atelier en 1890. L'école de Düsseldorf laisse un cachet nazaréen sur Nüttgens, le catholique. En 1894, il entreprend un voyage d'étude en Italie. Avec une interruption de 1922 à 1925, durant laquelle Nüttgens reste aux États-Unis et fonde une école de peinture, il vit, du moins depuis 1899, à Angermund (de), près de Düsseldorf. Nüttgens est principalement un peintre d'église, outre la région de Düsseldorf, en particulier à Francfort-sur-le-Main, Aix-la-Chapelle, Chicago et la région de la Ruhr. Il crée des autels et des peintures murales, des stations de croix, des ornements et des vitraux pour une quarantaine d'églises en Rhénanie et en Westphalie. À Angermund, il a depuis 1896 un atelier avec des étudiants et des employés. Fritz Burmann (de) étudie auprès de lui de 1910 à 1914. Conservateur, Nüttgens rejette les mouvements contemporains de l'impressionnisme et de l'expressionnisme. Il est membre de Malkasten de 1893 à 1922.